# 桑圭萨
桑圭萨（西班牙語：Sangüesa）是西班牙纳瓦拉的一个市镇。总面积68平方公里，总人口4614人（2001年），人口密度68人/平方公里。

## 友好城市
- 法國 圣帕莱